# Bispingen

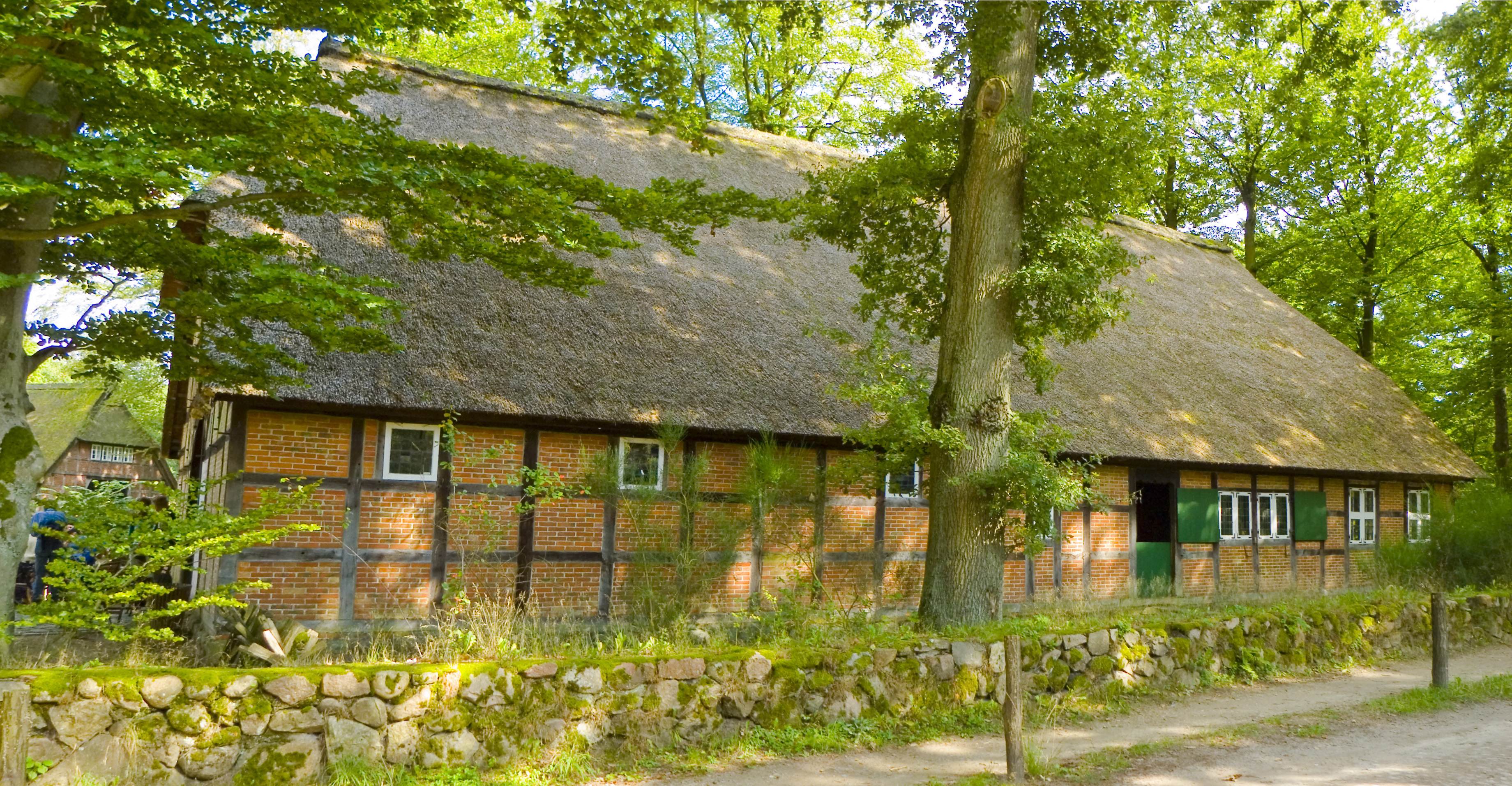
Dat ole Huus a Wilsede.

Bispingen és un municipi del districte de la Landa (Heidekreis) de la Baixa Saxònia, a Alemanya. És una destinació turística popular amb diversos parcs temàtics i de vacances. El seu territori també inclou la reserva natural de Lüneburger Heide.

## Geografia

### Ubicació
Bispingen es troba al riu Luhe, aproximadament a 15 km al nord-est de Soltau i a 50 km al sud d'Hamburg.

## Subdivisions
- Bispingen
- Hützel
- Steinbeck an der Luhe (Steinbeck/Luhe)
- Behringen
- Volkwardingen
- Hörpel
- Borstel
- Haverbeck
- Wilsede

## Economia
Bispingen és popular entre els turistes com a àrea d'esbarjo local i reserva natural.

## Llocs d'interès
- Dat ole Huus, una granja a Wilsede, un dels museus a l'aire lliure més antics d'Alemanya; construïda c. 1540, renovada el 1742, traslladada a Wilsede el 1907.
- Iserhatsche , un jardí paisatgístic amb castell i pavelló de caça.
- Enterrament a Volkwardingen, amb túmuls de l'edat del bronze.
- Ole Kerk ("Església Vella") que data de 1353, feta amb roques.
- Treppenspeicher a Volkwardingen, un dels més antics d'un tipus de graner d'emmagatzematge a la landa de Lüneburg, construït els anys 1600 i 1702, restaurat l'any 2001.
- Kart Centre, propietat del pilot de carreres Ralf Schumacher.
- SnowDome Bispingen ofereix esquí cobert i surf de neu. Es va obrir a la tardor de 2006.
- Parc de vacances Bispinger Heide, part de la cadena Center Parcs.